# オヒトリシン
オヒトリシン(Ophiolysin、EC 3.4.24.51)は、酵素である。この酵素は、インスリンB鎖のAsn3-Gln、Gln4-His、His10-Leu、Tyr16-Leu結合を切断する反応を触媒する。
この酵素は、キングコブラの毒に含まれる。